# Szert Sándor Emléktorna (1976)
1976-ban rendezték az 1.Szert Sándor Kosárlabda Emléktornát. Egyben ez a rendezvény volt a Salgótarján Városi Sportcsarnok hivatalos átadó ünnepsége.

## Eredmények
| Ford. | Dátum       | Hazai               | Vendég              | Eredmény | Eredmény |
| ----- | ----------- | ------------------- | ------------------- | -------- | -------- |
| 1.    | 1976.05.21  | Salgótarjáni SE     | Körmendi Dózsa FMTE | 89       | 85       |
| 2.    | 1976.05.21. | Spartak Kemerovo BC | BKM Banská Bystrica | 84       | 50       |
| 3.    | 1976.05.22  | Körmendi Dózsa FMTE | Spartak Kemerovo BC | 88       | 95       |
| 4.    | 1976.05.22  | BKM Banská Bystrica | Salgótarjáni SE     | 77       | 88       |
| 5.    | 1976.05.23. | Salgótarjáni SE     | Spartak Kemerovo BC | 86       | 85       |
| 6.    | 1976.05.23. | Körmendi Dózsa FMTE | BKM Banská Bystrica | 89       | 80       |

## Végeredmény
| Helyezés | Klub                |
| -------- | ------------------- |
| 1. hely  | Salgótarjáni SE     |
| 2. hely  | Spartak Kemerovo BC |
| 3. hely  | BKM Banská Bystrica |
| 4. hely  | Körmendi Dózsa FMTE |